# Hôtel de Broglie-Haussonville
L'hôtel de Broglie-Haussonville est un hôtel particulier situé dans le 7e arrondissement de Paris, 35 rue Saint-Dominique.
Nombre d'ouvrages confondent cet hôtel avec l'hôtel de Broglie, au 73 rue de Varenne : en effet, ces ouvrages attribuent l'hôtel à Charles-Amédée de Broglie qui l'aurait fait éditer en 1704 et agrandir en 1711 par l'architecte Germain Boffrand.

## Bâtiment
Cet hôtel fait partie de la cinquantaine d'hôtels particuliers encore existants du Faubourg Saint-Germain. Durant la Restauration, le Faubourg contenait plus de 200 hôtels particuliers.

## Histoire

### Origines
Le 30 novembre 1613, Robert Mauqueron, jardinier, et sa femme Barbe Cottin achètent le terrain à Jean de la Martre, voiturier par terre (le prix d'achat du terrain n'est pas connu). Une première maison est construite.
Le 4 juin 1624, ils cèdent le terrain et la maison, devant Maître Destrechy, à Nicolas Pon, maître tailleur d'habits à Paris, et Michelle Marqueret pour 1 120 livres tournois,. Nicolas Pon et Michelle Marqueret possédaient déjà un terrain mitoyen sur la rue des Vaches qu'ils avaient acheté le 30 septembre 1609 à Jehanne Lebret, veuve de Nicolas Crestien (juré mesureur de sel à Paris).
Le 18 octobre 1625, les deux acquisitions réunies font l'objet d'une cession à Jehan Querver, écuyer, sieur de la Fontaine et de Moret, secrétaire ordinaire de la reine, et sa femme, Marguerite Daussoin, contre une rente annuels de 187 livres et 10 sols tournois. Jehan Querver effectue quelques améliorations sur les constructions existantes.
Le 1er septembre 1631, devant les notaires Menard et Fontaine, Jehan Querver cède la maison et le jardin à Simon Janot, marchand, maître teinturier en fil, laine et soie, et sa femme Denise Passart qui doivent honorer à sa place la rente due à Nicolas Pon.
Charles-Guillaume de Broglie (1669-1751), marquis de Broglie, loue cette maison à partir de 1694 dont le bail est renouvelé à plusieurs reprises. Le 23 mars 1714, son bail est renouvelé devant Maîtres Mesnil et Gaillard et il est autorisé à entreprendre des constructions et des améliorations. Son frère, Achille de Broglie, achète la maison le 21 mai 1720 pour 35 000 livres (« 30 000 livres de prix principal et celle de 5 000 livres pour le pot de vin »).

### L'hôtel de Broglie (1720-1750)
Entre 1720 et 1726, la maison est détruite et l'hôtel est construit.
La maison de la rue de Bourgogne a été construite en 1724 par les Carmélites de la rue de Grenelle. Aussitôt terminée, elles la louent pour neuf ans le 8 juillet 1724 au prix annuel de 1 100 livres à Jean Noyer, marchand de vins, et sa femme, Edmée Garnier. Le 3 octobre 1733, la maison est louée pour le même prix à Philbert Barral de Saint-Laurent, secrétaire du marquis Charles-Guillaume de Broglie. Son bail est renouvelé au même prix le 10 juillet 1744. Le marquis de Broglie meurt en 1751.

### L'hôtel de Lignerac (1753-1810)
Le 30 juillet 1753, la maison de la rue de Bourgogne est louée pour neuf ans au prix de 1 100 livres par an à Pierre Chagot, marchand de vins, et sa femme, Marie-Anne Mesmin. Leur bail est renouvelé le 28 avril 1762 et le 4 juillet 1771. Le 15 avril 1780, le bail est continué par leur fils, Michel Chagot, habitant encore la maison en 1789 (qui paye un loyer de 2 600 livres à ce moment). A la Révolution, les Carmélites de la rue de Grenelle sont chassées et leurs propriétés deviennent biens nationaux. La maison est mise sous séquestre. Les experts Coquereau et Pecoul, dans leur rapport du 16 août 1790, estiment que l'emplacement de la maison mesure 58 toises et qu'elle vaut à 26 700 livres.
Ces biens sont ensuite mis en adjudication par les Domaines :
- Le 19 février 1791, Marie-Françoise de Broglie, comtesse de Lignerac, sous le nom de François-Antoine Thuillier, achète la maison de la rue de Bourgogne pour 59 300 livres[11].

- Le 14 mai 1793, madame de Lignerac, sous le nom de Charles Lemort de la Roche, se rend adjudicataire de deux terrains pour 64 653 livres (par procès-verbal des Officiers Municipaux de la Ville de Paris) : le premier de 616 toises 2 pieds provenant du couvent des Carmélites (rue de Grenelle) et le second de 191 toises 2 pieds provenant du couvent de Bellechasse. Lemort de la Roche lui rétrocède ses portions de terrain dès le 22 mai 1793. Madame de Lignerac s'acquitte de la somme à Debarrat, receveur des Domaines, par trois quittances en date des 23 mai, 7 juin et 27 juillet 1793[12].

### L'hôtel Corvisart (1810-1818)
Jean-Nicolas Corvisart achète l'hôtel et le terrain sans la maison de la rue de Bourgogne pour 170 000 francs. Le baron Corvisart restaure et embellit l'hôtel, il trace également les jardins.
Le 8 juillet 1812, les héritiers de madame de Lignerac vendent la maison de la rue de Bourgogne à Jacques Berger pour 45 000 francs.

### L'hôtel d'Haussonville (1818-1882)
Le 3 avril 1818, Jeanne-Marie-Thérèse Falcoz de La Blache, comtesse d'Haussonville, achète l'hôtel et le terrain pour 163 000 francs. Le 4 juin 1828, elle achète sous le nom de maître Beaudepon les lots 22e et 23e de l'enchère de l'ancien chantier de Belle-chasse qui couvrent respectivement 609,70 m2 et 591,78 m2, soit une portion supplémentaire de 1 201,38m 2 dont prix d'achat n'est pas connu. Le 6 juin 1828, maître Beaudepon « passe déclaration de commande » à Jeanne Falcoz de La Blache.
François-René de Chateaubriand vient souvent à l'hôtel de la rue Saint-Dominique, comme en témoignent les nombreux souvenirs de Joseph d'Haussonville à son sujet. Par exemple, il rapporte : « Une habitude lui était familière : c'était de se poser tout droit devant la glace, les jambes écartées, le dos légèrement voûté, car il n'était pas grand et les deux coudes appuyés sur le rebord de la cheminée, avec les mains passées dans ses cheveux et croisées sur son large front. Il n'était pas rare de le voir se regarder ainsi face à face pendant des quarts d'heures entiers ».
Le 29 novembre 1836, la maison du 13 et 15 rue de Bourgogne est vendue pour 74 900 francs à l'adjudication des héritiers de Jacques Berger au profit de Charles Louis Bernard de Cléron d'Haussonville, comte d'Haussonville. C'est avec les acquisitions de 1828 et de 1836 que la propriété atteint son plus grand développement historique : elle s'étend jusqu'à l'actuel numéro 17 de la rue de Bourgogne.
En 1854, le fils du comte d'Haussonville, Joseph, hérite de la propriété. Informé de l'ouverture prochaine du deuxième tronçon de la rue Las-Cases, Joseph d'Haussonville vend la portion Sud du jardin. En 1855, une expropriation de 800 m² correspondant à la rue Las-Cases a lieu : les archives qui concernaient cette expropriation ont été brûlées durant la Commune de Paris. En 1855 et 1856, la maison de la rue de Bourgogne est démolie et aussitôt reconstruite, elle porte par la suite les numéros : 37 rue de Saint-Dominique, 21 rue de Bourgogne et 32 rue Las-Cases.
Des transformations sont effectuées en 1856 par Hippolyte Destailleur.
Les 10 et 14 avril 1869, le comte d'Haussonville vend deux parcelles de terrains provenant des couvents de Belle-chasse et des Carmélites (constituant la partie Est de la propriété), devant maîtres Dubois et Mouchet : l'une de 733,85 m² au vicomte Arthur de La Panouse pour 294 264 francs qui fera construire un hôtel au 33 rue Saint-Dominique; l'autre de 700,11 m² au comte Joseph-Armand de Bonneval pour 280 735,30 francs qui fera construire un hôtel au 30 rue Las-Cases,.
En 1878, l'hôtel qui portait le numéro 109 acquiert son adresse actuelle : il devient le 35 rue Saint-Dominique.

### L'hôtel de Nicolay (1882-1921)

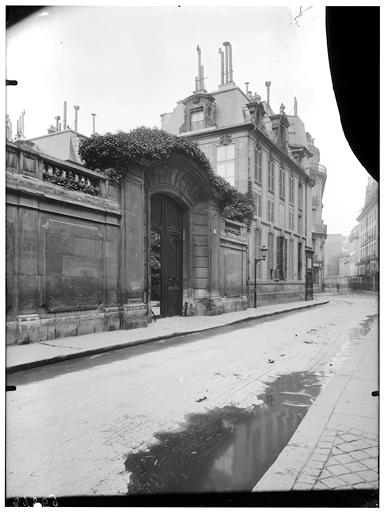
Hôtel de Broglie, en 1900-1901.

En 1882, la femme du comte d'Haussonville, Louise de Broglie, décède et celui-ci se sépare de l'hôtel le 30 juin 1882, devant Maître Goupil, au profit d'Aymard Louis Marie Charles de Nicolay qui achète l'ensemble, d'une superficie de 3 520 m² environ, pour 2,95 millions de francs. Il effectue d'importants travaux et agrandissements : il fait supprimer la terrasse du bâtiment face à l'entrée, qui donnait sur les jardins, et le fait surélever ; il fait supprimer la salle de billard dans laquelle Corvisart recevait et qui constituait le rez-de-chaussez pour y placer un grand escalier en pierre ; il installe une vaste marquise sur le bâtiment de gauche en entrant dans la propriété (du mur sur rue à la quatrième fenêtre, elle sera supprimée par la société foncière D.B.C.) ; il fait élever l'aile Est (qui relie aujourd'hui l'hôtel de Broglie au 33 rue Saint-Dominique) ; il ouvre des écuries ; il restaure fronteaux, balcons et consoles. L'intérieur de l'hôtel est aménagé de manière somptueuse et abrite des tapisseries de grande valeur et des collections de tableaux convoitées. Il organise des réceptions fastueuses dans les salons de son hôtel.
Il décède à Cannes le 13 décembre 1918. Sa fille, Marie-Josèphe-Léontine-Ayarmadine de Nicolay, Comtesse de Contades, reçoit sans soulte la propriété le 25 juillet 1919 lors du partage de la succession devant Maître René Hocquet.

### L'hôtel D.B.C. (1921-)
L'hôtel va être loué en fractions notamment au Comité Central des Houillères de France, à la Société des Mines de Blanzy et à d'autres compagnies minières, industrielles ou des filiales qui s’étaient associés quelques mois après l'armistice pour rechercher un immeuble qui pourrait abriter leurs services. La société foncière D.B.C (Dominique, Bourgogne, Las-Cases), ayant pour objet « l'achat et la revente de tous immeubles situés en France », se constitue et reçoit en apport de la comtesse de Contades l'hôtel du 35 rue Saint-Dominique, devant maître Dufour, pour en jouir à compter du 1er mars 1921, en échange de 2 900 actions (de 1 000 francs chacune) de la société et la somme de 100 000 francs. Par exemple, en 1922, la Compagnie des mines d'Ouasta et de Mesloula possède 5 actions de 1 000 francs chacune de la société D.B.C..
L'immeuble de la rue de Bourgogne est vendu séparément à la société pour 1 million de francs. La superficie de l'ensemble est de 3 600 m² dont 1 310 m² bâtie. Les façades sur rue mesurent : 73 mètres sur la rue Saint-Dominique, 50 mètres sur la rue de Bourgogne et 59 mètres sur la rue Las-Cases.
Des travaux sont entrepris pour transformer la demeure privée en bureaux : les salons du rez-de-chaussée sont conservés à l'identique, un grand escalier est installé pour remplacer de petits escaliers incommodes, la marquise mise en place par la famille de Nicolay est retirée, la verrière est convertie en salle de réunion, les remises sont converties en salle annexe et logement de concierge, les stalles de chevaux sont vendues contre la somme de 3 000 francs et les écuries sont converties en bibliothèque (bibliothèque du Comité des Houillères). En 1926, un garage est construit au sous-sol de la cour, dont l'entrée est située rue Las-Cases, et les pavés anciens de la cour d'honneur sont déposés. L'établissement de la rampe d'accès au garage réduit quelque peu la superficie du jardin et une partie de la grille de la rue Las-Cases est remplacée par une porte charretière (à l'angle Sud-Est). Le garage est mis en service en 1927.
Entre 1924 et 1928, deux bâtiments sont construits amputant ainsi le jardin et abattant plusieurs arbres qui faisaient la fierté du baron Corvisart :
- Celui du 32 rue Las-Cases.
- Et un bâtiment à l'angle de la rue Las-Cases et de la rue de Bourgogne sur l'emplacement de l'ancienne maison construite par le comte d'Haussonville.

En 1940, du fait de la Seconde Guerre mondiale, le jardin est sévèrement touché avant de retrouver quelque temps plus tard son éclat avec deux pelouses entretenues et quelques « beaux arbres » dont un noyer d'Amérique vieux de 250 ans,.

### Acquisition par l'État français
Entre 1945 et 1951, l'hôtel fait l'objet d'une réservation par les ministères chargés de la Reconstruction, de l'Urbanisme et de la Construction.
À partir de 1945, l'hôtel abrite la direction générale de l'Administration et de la Fonction publique (DGAFP). La DGAFP s'installe dans l'hôtel de Cassini en 1976.
Entre 1985 et 1988, un des deux cabinets du secrétaire d’État chargé de l'Outre-mer y est placé.
De mars 1993 à mai 1995, le ministre de la Fonction publique, André Rossinot s'installe dans l'hôtel de Broglie.
L'arrêté du 29 novembre 1993 inscrit au titre des monuments historiques l'antichambre et l'enfilade de quatre salons du rez-de-chaussée de l'aile Est de l'hôtel de Broglie.
De novembre 1995 à juin 1997, le ministre de l'Aménagement du territoire, de la Ville et de l'Intégration, Jean-Claude Gaudin s'installe dans cet hôtel. De 1997 à 2002, Lionel Jospin installe le Conseil d'analyse économique dans l'hôtel, avant qu'il ne soit déplacé par Jean-Pierre Raffarin au 85 Boulevard du Montparnasse.
En août 2002, le centre de ressources « Qualité » de la délégation interministérielle à la réforme de l'État s'est installé au 35 de la rue Saint-Dominique.
En 2004, la Délégation aux usagers et aux simplifications administratives et la Délégation à la modernisation de la gestion publique et des structures de l'État (installation en novembre 2004) siègent à l'hôtel de Broglie.
De mai 2007 à janvier 2009, l'hôtel est occupé par Éric Besson, puis de janvier 2009 à novembre 2010 par Nathalie Kosciusko-Morizet, tous deux secrétaires d'État chargé de la Prospective et du Développement de l'économie numérique.
En 2008, la valeur vénale du 35 rue Saint-Dominique est estimée à 42 150 576 €.
Fin octobre 2009, la mission interministérielle de lutte contre les drogues et les conduites addictives s'installe à l'hôtel de Broglie. En novembre 2009, le comité consultatif national d'éthique emménage au 35 rue Saint-Dominique.
De novembre 2010 à mai 2012, l'hôtel est occupé par Maurice Leroy, ministre de la Ville. De mai 2012 à août 2014, Najat Vallaud-Belkacem, ministre des Droits des femmes, et l'Observatoire de la laïcité emménagent dans l'hôtel. D'août 2014 à mai 2017, Pascale Boistard, secrétaire chargée des Droits des femmes, et Patrick Kanner, ministre de la Ville, de la Jeunesse et des Sports, y emménagent. De mai 2017 à avril 2018, l'hôtel est habité par Mounir Mahjoubi, secrétaire d'État chargé du Numérique.
Jusqu'à janvier 2018, la Commission nationale consultative des droits de l'homme y a son siège.

### Acquisition par l'Assemblée nationale
Évoquée dès 2012, la mise en vente par l'État de l'hôtel est effective en 2013 pour une cession prévue en 2016. Il est acquis par l'Assemblée nationale pour la somme de 63 millions d'euros. Il s'agit pour l'institution parlementaire d'arrêter de louer des bureaux au 3, rue Aristide-Briand en installant des bureaux de députés dans l'hôtel de Broglie.
Fin 2017, cette acquisition est remise en cause par le questeur Florian Bachelier, issu de la nouvelle majorité La République en marche, avant que le bureau de l'Assemblée nationale ne confirme ses projets.
Dans les travaux prévus en 2018, l'Assemblée nationale se donne pour objectif une rénovation thermique et écologique exemplaire, l'hôtel de Broglie nouvellement acquis devant bénéficier de « matériaux innovants » et d'« isolants internes performants ».*
La maîtrise d'œuvre a été confiée à AIA Life Designers, en collaboration avec l'agence Deshoulières Jeanneau pour les aspects patrimoniaux. Les travaux ont permis la création de 70 bureaux doubles, de six salles de réunion, d'un espace de coworking, ainsi que la mise aux normes du bâtiment en matière de sécurité et de performance énergétique (certification HQE). Une attention particulière a été portée à la restauration des façades, des toitures et des salons historiques, en intégrant discrètement les équipements techniques nécessaires à l'usage moderne des lieux.
Le projet est livré et inauguré sous le nom « Bâtiment Olympe de Gouges » le 14 novembre 2023 par Yaël Braun-Pivet, présidente de l'Assemblée nationale.